# Holstebro Cykle Club af 1960
Holstebro Cykle Club af 1960 er en dansk cykelklub. Den blev grundlagt i 1960, og har i dag landevejscykling og mountainbike på programmet.
Klubben har blandt andet været arrangør for flere danmarksmesterskaber i landevejscykling, stod for DM i gravel 2024 og fra 2025 er den initiativtager og arrangør af etapeløbet Holstebro Tours.